# کژژه
کژژه (به لهستانی:  Krzyże) یک روستا در لهستان است که در گمینا روچیان-نگدا واقع شده‌است.
 کژژه  ۸۰ نفر جمعیت دارد.